# 3 Zapasowy Pułk Piechoty
3 zapasowy pułk piechoty – zapasowy oddział piechoty ludowego Wojska Polskiego.
Sformowany w 1944 w okolicach Sum. Następnie pułk przedyslokowano do Kiwerc i z dniem 21 czerwca 1944 włączono w skład 1 Armii WP. W sierpniu 1944 stacjonował w Lublinie, a później Wola Karczewska w okolicach Warszawy.
Przy pułku sformowano kompanię karną, do której kierowano skazanych wyrokami sądów polowych. Po zakończeniu wojny przesunięto go ze Złotowa do Gorzowa Wlkp..
Pułk rozwiązany został rozkazem NDWP nr 192/org. z 29 czerwca 1945. Na bazie 3 zapasowego pułku piechoty odtworzono 4 Dywizję Piechoty.

## Żołnierze pułku
- Edward Drzazga